# FOXM1
پروتئین جعبهٔ سرچنگالی M1 (انگلیسی: Forkhead box protein M1) یک پروتئین است که در انسان توسط ژن «FOXM1» کُدگذاری می‌شود.
این پروتئین، یکی از اعضای خانوادهٔ پروتئین‌های FOX است که فاکتورهای رونویسی ژنتیکی محسوب می‌شوند. این مولکول به‌طور بالقوه یکی از اهداف درمانی سرطان در آینده است و در سال ۲۰۱۰ میلادی آنرا به‌عنوان «مولکول سال» برگزیدند.

## نقش
این پروتئین در چرخه یاخته‌ای به‌ویژه در مراحل S و G2/M و همچنین میتوز نقش مهمی ایفا می‌کند. پژوهش‌های انجام شده در سال‌های اخیر بر روی جانداران دستکاری‌شده ژنتیکی و سلول‌های سرطان استئوسارکوما در انسان نشان داد که این پروتئین، ژن‌های اختصاصی مرحلهٔ G2/M چرخه یاخته‌ای را تنظیم کرده و نقش مهمی در جدا ماندنِ طبیعی کروموزوم‌ها از هم، و پایداری ژنوم ایفا می‌کند.

## ارتباط با سرطان
ثابت شده که ژن FOXM1 در ایجاد سرطان در انسان نقش دارد. مثلاً تنظیم غیرطبیعی این ژن در بروز سرطان سلول پایه‌ای پوست (که شایع‌ترین سرطان انسان در کل دنیاست) دیده شده است. بیش‌فعالی این ژن در سرطان کبد، سرطان پستان، سرطان ریه، سرطان پروستات، سرطان دهانه رحم، سرطان روده بزرگ، سرطان لوزالمعده و تومور مغزی یافت شده‌است. بیان بیش‌ازحد پروتئین FOXM1 در کارسینوم سلول سنگفرشی سر و گردن هم مشاهده شده‌است.
این پروتئین با FZR1 تعامل پروتئین-پروتئین دارد.